# Cazadores de sombras
Las Crónicas de los Cazadores de Sombras (en inglés, The Shadowhunters Chronicles), comúnmente llamado Cazadores de sombras, es una serie literaria ambientada en el mundo fantástico de la escritora estadounidense Cassandra Clare; hay algunos libros que están coescritos con otros autores como Wesley Chu, Sarah Rees Brennan, Maureen Johnson y Robin Wasserman.
La autora ha declarado que ésta constará en un total de veinticuatro libros, de los cuales, veintiuno son novelas (repartidas en seis sagas diferentes), tres son libros de historias cortas y tres son libros complementarios (didácticos). 
La serie ha sido traducida a más de treinta idiomas. En español (tanto en España como en Latinoamérica) son publicados por la editorial española Destino, la cual, ha publicado la mayoría de los libros que la conforma.

## Introducción
Las crónicas de los cazadores de sombras está conformada por distintas sagas de novelas y otros libros ambientados en el mismo universo. Las sagas de novelas (por orden de publicación) son las siguientes:
- Cazadores de sombras (The Mortal Instruments). (Hexalogía). Fue publicada originalmente entre 2007 y 2014. Está ambientada en Nueva York en 2007; es protagonizada por Clary Fray.
- Cazadores de Sombras: Los orígenes (The Infernal Devices). (Trilogía, precuela de la primera). Fue publicada originalmente entre 2010 y 2013. Está ambientada en Londres en 1878; es protagonizada por Tessa Gray.
- Cazadores de Sombras: Renacimiento (The Dark Artifices). (Trilogía, secuela de la primera). Fue publicada entre 2016 y 2018. Está ambientada en Los Ángeles en 2012; es protagonizada por Emma Carstairs.
- Cazadores de Sombras: Las maldiciones ancestrales (The Eldest Curses). (Intercuela de la primera saga, es decir, suceden contemporáneamente). El primer libro fue publicado en 2019, el segundo en 2021 y aún no hay fecha de publicación del tercero. Está ambientada en distintas locaciones de Europa durante el 2007, por lo que cronológicamente es una; es protagonizada por Alec Lightwood y Magnus Bane.
- Cazadores de Sombras: Las últimas horas (The Last Hours). (Secuela de la segunda saga). El primer libro fue publicado en 2020, el segundo en 2021 y el tercero en 2023. Está ambientada en Londres en 1903; es protagonizada por Cordelia Carstairs.

## Universo
A diferencia de la ambientación de otras novelas, esta ocurre en el mundo real, pero en un mundo oculto del normal. La construcción de las criaturas que viven en él es una combinación de creencias mitológicas y religiosas judeocristianas, que viven ocultos de los «mundanos», es decir, humanos.
Los nefilims son una raza, cuyos miembros son conocidos como los «cazadores de sombras». Su origen se remonta hacia aproximadamente mil años atrás, cuando Jonathan (el primer cazador de sombras) le pidió al ángel Raziel una forma para combatir a los demonios que atacaban la tierra; el ángel, como respuesta, salió de un lago portando una espada (conocida como la «espada mortal») y una copa (la «copa mortal»), de la cual, el ángel vació su sangre e hizo a Jonathan beber de ella convirtiéndose en el primer nefilim.
Junto a los nefilims viven los «subterráneos», que son todos aquellos seres que no son ni humanos ni de descendencia angelical, sino demoníaca, sin ser realmente demonios tampoco. Hay un total de cuatro tipos de subterráneos: brujos, hadas, hombres lobos y vampiros.

## Sagas de novelas
Nota: los siguientes libros están ordenados por la línea cronológica dentro de este universo.

### Cazadores de sombras: Los orígenes
Ambientada en 1878, en el Londres de la era victoriana. Su título original es The Infernal Devices (Los artefactos infernales en español). La trama gira en torno a Tessa Gray, una adolescente común proveniente de la ciudad de Nueva York quien se muda a Londres para buscar a su hermano mayor, a quien no ha podido contactar en un tiempo. Ahí, es arrastrada al mundo de los cazadores de sombras, descubriendo que no es humana, sino una especie de bruja hasta ahora desconocida. Los dos coprotagonistas de la trilogía son el imprudente y soberbio Will Herondale y su mejor amigo, el sereno y dulce Jem Carstairs, dos cazadores de Sombras con quienes Tessa formará más que una amistad, ya que se verán envueltos en un triángulo amoroso. Los tres libros que la conforman son los siguientes:
1. Ángel mecánico, en inglés Clockwork Angel, publicada originalmente el 31 de agosto de 2010;
2. Príncipe mecánico, en inglés, Clockwork Prince, publicada originalmente el 6 de diciembre de 2011;
3. Princesa mecánica, en inglés, Clockwork Princess, publicada originalmente el 19 de marzo de 2013.

### Cazadores de sombras: Las últimas horas
Ambientada en 1903 en Londres, a modo de secuela de Los orígenes. Su título original es The Last Hours (Las últimas horas en español). La trama gira en torno a Cordelia Carstairs, que llega junto a su familia a Londres para evitar la ruina de su familia. Ahí, se encuentra con sus amigos de la infancia, Lucie Herondale y el hermoso James Herondale, del cual está enamorada. Pero cuando aparece un nuevo tipo de demonio, muy diferente a los que los cazadores de sombras se han enfrentado antes, los tres tendrán peores problemas de los que preocuparse. Los tres libros que la conforman son los siguientes:
1. La cadena de oro, en inglés, Chain of Gold, publicado originalmente el 3 de marzo de 2020;
2. La cadena de hierro, publicado originalmente el 2 de marzo de 2021 y el 26 de enero de 2022 en español.;[4]
3. La cadena de espinas, Chain of Thorns en inglés, publicado el 31 de enero de 2023 en inglés y el 25 de octubre de 2023 en español.

### Cazadores de sombras: Los instrumentos mortales
Ambientada en 2007 en Nueva York. El título original es The mortal instruments (Los instrumentos mortales en español). La trama principal gira en torno a la protagonista, Clary Fray, una chica de quince años cuya madre es secuestrada. A partir de ahí, descubre que es una cazadora de sombras y debe detener un levantamiento para salvar a su madre. Mientras tanto, queda enredada en un triángulo amoroso entre su mejor amigo, Simon Lewis y uno de los cazadores de sombras, Jace Wayland. Originalmente la autora tenía planeada que sería un trilogía; sin embargo, a principios de 2010 anunció que escribiría seis libros en total.
1. Ciudad de hueso, en inglés: City of Bones, publicada originalmente el 27 de marzo de 2007;[5]
2. Ciudad de ceniza, en inglés: City of Ashes, publicada originalmente el 25 de marzo de 2008;[6]
3. Ciudad de cristal, en inglés: City of Glass, publicada originalmente el 23 de marzo de 2009;
4. Ciudad de los ángeles caídos, en inglés: City of Fallen Angels, publicada originalmente el 5 de abril de 2011;
5. Ciudad de las almas perdidas, en inglés: City of Lost Souls, publicada originalmente el 8 de mayo de 2012;
6. Ciudad del fuego celestial, en inglés: City of Heavenly Fire, publicada originalmente el 27 de mayo de 2014.

### Cazadores de sombras: Renacimiento
Ambientada en 2012 (cuatro años después de Los instrumentos mortales) en Los Ángeles. Su nombre original es The Dark Artifices (Los artificios oscuros en español). Está protagonizada por Emma Carstairs. Consta de los siguientes tres libros:
1. Lady Midnight, publicada originalmente el 8 de marzo de 2016;
2. El señor de las sombras, en inglés: Lord of Shadows, publicada originalmente el 23 de mayo de 2017;
3. La reina del aire y la oscuridad, en inglés: Queen of Air and Darkness, publicada originalmente el 4 de diciembre de 2018.

## Libros de historias cortas
1. Las crónicas de Magnus Bane, en inglés: The Bane Chronicles, publicado originalmente el 11 de noviembre de 2014 y coescrita con Sarah Rees Brennan y Maureen Johnson. Es una antología compuesta por once historias cortas que giran en torno del brujo Magnus Bane; cada historia está ambientada en distintas locaciones y años.
2. Cuentos de la Academia de Cazadores de Sombras (no se publicó en español), publicado originalmente el 15 de noviembre de 2016 y coescrito con Sarah Rees Brennan, Maureen Johnson y Robin Wasserman. Es una antología de diez historias que giran en torno a Simon Lewis mientras se entrena para convertirse en un cazador de sombras en la Academia de cazadores de sombras.[7]
3. Fantasmas del mercado de sombras (no se publicó en español), publicado originalmente el 4 de junio de 2019 y coescrito con Sarah Rees Brennan, Maureen Johnson, Robin Wasserman y Kelly Link. Es una antología de diez historias que giran en torno a Jem Carstairs en el «Mercado de las sombras».[8]

## Libros complementarios
- Códice de los Cazadores de Sombras es un libro complementario lanzado el 29 de octubre de 2013. Explica la terminología y la historia de la serie, así como otros extras y características especiales. Escrito por Clare con Joshua Lewis.
- Cazadores de Sombras y Subterráneos: colección de piezas de autores de ficción juvenil que escriben sobre la serie y su mundo. Cassandra Clare proporciona una introducción al libro y a cada pieza, también contribuyó a la edición.
- La historia de notables Cazadores de Sombras y habitantes del Submundo': es una colección de obras de arte de Cassandra Jean. Inspirado en el lenguaje victoriano de las flores, este volumen encuadernado presenta personajes de toda la serie, cada uno con un retrato bellamente ilustrado y detalles y notas.[3]

## Personajes
Nota: los siguientes personajes están ordenados por orden alfabético según su apellido; únicamente están los personas más importantes como protagonistas, coprotagonistas, secundarias y antagonistas en una o más sagas.
- Alexander «Alec» Lightwood: el hermano mayor de los Lightwood. Alec es un cazador de sombras con cabello negro y ojos azules. Se lo describe como callado pero protector con sus hermanos menores: Isabelle y Max.
- Magnus Bane: el Gran Brujo de Brooklyn. Magnus es un brujo de aproximadamente 400 años que parece tener diecinueve. Es alto y delgado con cabello negro azabache y ojos de gato ámbar y verde. Magnus Bane a menudo se describe como brillante, y organiza innumerables fiestas con Subterráneos.
- Clarissa «Clary» Fray: tiene el pelo largo y rizado de color rojo, pecas y ojos verdes brillantes. Ella es muy baja y a menudo se la ve más joven que su edad real. En el primer libro, Clary tiene quince años, se acerca a los dieciséis. Clary es una artista, y al comienzo del primer libro, cree que es mundana, una humana común porque su madre se lo ocultó. Más tarde se revela que ella es una cazadora de sombras, o nephilim: una humana con cualidades angelicales. Se describe a Clary como obstinada y, a menudo, se precipita en situaciones peligrosas sin tener en cuenta las consecuencias.
- Simon Lewis: el mejor amigo de Clary. Un humano alto y delgado con una mata de cabello castaño rizado, ojos marrones y usa anteojos. A menudo usa camisetas con lemas de juego. Simon es peculiar y preocupado, a menudo anteponiendo a otras personas.
- Isabelle Lightwood, una cazadora de sombras de dieciséis años que se describe como alta, delgada y hermosa. Tiene el pelo largo y negro y ojos negros, y a menudo lleva su característico látigo de oro dorado. Isabelle se describe como increíblemente femenina pero con una actitud feroz.
- Jonathan «Jace» Lightwood/Wayland/Herondale: se describe como alto y musculoso con cicatrices en su piel dorada de marcas mágicas desvaídas llamadas runas. Tiene cabello dorado ondulado y ojos dorados, y, como Clary, es un cazador de sombras. Jace se encuentra entre los mejores guerreros nephilim, ya que Izzy declaró que ha matado a más demonios que nadie de su edad. Jace es a menudo coqueto e insensible. A lo largo de los libros, la familia biológica de Jace es desconocida hasta los últimos libros, aunque se refiere a Isabelle, Alec y Max como sus hermanos, y Maryse y Robert Lightwood como sus padres (desde que lo adoptaron). Al igual que Clary, tiene poderes especiales que lo hacen rápido y elegante, causado por la sangre de ángel adicional que recibió mientras estaba en el útero de su madre.
- Jonathan Christopher «Sebastian» Morgenstern: el hermano de Clary. Al igual que ella, él es un cazador de sombras, pero nació con sangre de demonio en sus venas. Le fue administrado por su padre, Valentine, mientras que su madre, Jocelyn, estaba embarazada. Tiene ojos negros profundos, una cara muy angulosa y cabello rubio casi blanco.
- Valentine Morgenstern: el principal antagonista de la primera mitad de la serie, estuvo casado con Jocelyn. Esto también lo convierte en el padre biológico de Clary y Jonathan.

## Recibimiento
Hay dos libros que han superado los veinte millones de copias a nivel mundial: Princesa mecánica con veintiocho millones (siendo el más vendido de la serie entera) y Ciudad del fuego celestial con veinte millones de copias.

## Adaptaciones

### Película
En 2013 llegó a los cines la adaptación de la primera novela de la saga, Cazadores de sombras: Ciudad de hueso. Fue protagonizada por Lily Collins como Clary Fray, Jamie Campbell Bower como Jace Wayland, Robert Sheehan como Simon Lewis, Kevin Zegers como Alec Lightwood y Jemima West como Isabelle Lightwood. La producción de una adaptación cinematográfica del segundo libro, Ciudad de ceniza, debía comenzar en septiembre de 2013, pero se retrasó hasta 2014, y finalmente se canceló, luego de que la primera película no recuperara su presupuesto.

### Televisión
El 12 de octubre de 2014, en Mipcom, se confirmó que The Mortal Instruments regresaría como una serie de televisión con Ed Decter como showrunner. Constantin Film y Martin Moszkowicz le dijeron al Hollywood Reporter: «Realmente tiene sentido hacer las novelas a serie de televisión. Hubo mucho del libro que nosotros tuvimos que dejar de lado de la  película de Ciudad de hueso. En las serie podremos ir más profundo y explorar el mundo con mayor detalle y profundidad». Los productores esperaban adaptar toda la hexalogía de libros en la serie de televisión. En febrero de 2015, Cassandra Clare, autora de los libros, anunció por Twitter que la serie se llamaría Shadowhunters más que The Mortal Instruments.
En marzo de 2015, Freeform anunció Shadowhunters se empezaría a grabar. El 12 de enero de 2016 fue el estreno de su primera temporada.  La serie fue renovada para una segunda temporada en marzo de 2016, comprendida de veinte episodios, los cuales se estrenaron el 2 de enero de 2017. En abril de 2017, se anunció que la serie sería renovada para una tercera temporada de veinte episodios; la primera mitad (diez episodios) fueron estrenados el 20 de marzo de 2018. El 4 de enero de 2018, Freeform ordenó la cancelación de la serie con un total de tres temporadas, pero ordenó dos episodiso largos extras para que se pudiera «concluir la historia de la serie». La segunda mitad de los capítulos de la tercera temporada se estrenaron el 25 de febrero de 2019.